# Bistum Manchester
Das Bistum Manchester (lateinisch Dioecesis Manchesteriensis, englisch Diocese of Manchester) ist eine in den Vereinigten Staaten gelegene römisch-katholische Diözese mit Sitz in Manchester, New Hampshire.

## Geschichte
Das Bistum Manchester wurde am 15. April 1884 durch Papst Leo XIII. aus Gebietsabtretungen des Bistums Portland errichtet und dem Erzbistum Boston als Suffraganbistum unterstellt.

## Territorium
Das Bistum Manchester umfasst den Bundesstaat New Hampshire.

## Bischöfe von Manchester
- Denis Mary Bradley, 1884–1903
- John Bernard Delany, 1904–1906
- George Albert Guertin, 1906–1931
- John Bertram Peterson, 1932–1944
- Matthew Francis Brady, 1944–1959
- Ernest John Primeau, 1959–1974
- Odore Joseph Gendron, 1974–1990
- Leo Edward O’Neil, 1990–1997
- John Brendan McCormack, 1998–2011
- Peter Anthony Libasci, seit 2011